# Gunnar Strååt
Erik Gunnar Vimar Strååt, född 11 juni 1908 i Hallingeberg, Kalmar län, död 17 augusti 1996 i Helsingborg, var en svensk skådespelare.
Strååt studerade vid Dramatens elevskola 1930-1933. Han var därefter engagerad vid Riksteatern, Malmö stadsteater 1944-1948, Helsingborgs stadsteater 1948-1949, Norrköping-Linköping stadsteater 1949-1956, Helsingborgs stadsteater 1956-1960, Göteborgs stadsteater 1960-1969 och Helsingborgs stadsteater från 1969. 

## Filmografi (urval)
- 1945 – Resan bort
- 1965 – Arken
- 1973 – Vem älskar Yngve Frej
- 1976 – Drömmen om Amerika
- 1976 – Klerk

## Teater

### Roller
| År   | Roll                        | Produktion | Regi                                             | Teater                           |
| ---- | --------------------------- | --- | ------------------------------------------------ | -------------------------------- |
| 1932 | En journalist               | Majestät Marika Stiernstedt                                                                                       | Olof Molander                                    | Dramaten                         |
| 1932 | Edouard                     | Fröken (Mademoiselle) Jacques Deval                                                                               | Olof Molander                                    | Dramaten                         |
| 1932 | Josua                       | Guds gröna ängar (The Green Pastures) Marc Connelly                                                               | Olof Molander                                    | Dramaten                         |
| 1933 | Scholaris II Scholaris I    | Mäster Olof August Strindberg                                                                                     | Olof Molander                                    | Dramaten                         |
| 1935 | Robert Caplan               | Tala är silver... (Dangerous Corner) J.B. Priestley                                                               |                                                  | Lilla Teatern                    |
| 1936 | David Remington             | Idyll 1936 (Old folks at home) Harold Marsh Harwood                                                               | Pauline Brunius                                  | Blancheteatern                   |
| 1937 | Florizel                    | En saga för vintern (The Winter's Tale) William Shakespeare                                                       | Sandro Malmquist                                 | Nya Teatern                      |
| 1938 | Tom                         | Virveln (The Vortex) Noël Coward                                                                                  | Sandro Malmquist                                 | Nya Teatern                      |
| 1944 |                             | Vår väg mot framtiden Rudolf Värnlund                                                                             | Ingrid Luterkort                                 | Dramatikerstudion                |
| 1944 |                             | En midsommarnattsdröm (A Midsummer Night's Dream) William Shakespeare                                             | Sandro Malmquist                                 | Malmö stadsteater                |
| 1944 |                             | Uppdrag av vikt Jacques Deval                                                                                     | Sandro Malmquist                                 | Malmö stadsteater                |
| 1945 |                             | Man av ära (This Was a Man) Noël Coward                                                                           | Sandro Malmquist                                 | Malmö stadsteater                |
| 1945 |                             | Hjärtan och njurar (The Hasty Heart) John Patrick                                                                 | Gösta Terserus                                   | Malmö stadsteater                |
| 1945 |                             | Hamlet William Shakespeare                                                                                        | Sandro Malmquist                                 | Malmö stadsteater                |
| 1945 |                             | Det var en gång (Der var engang) Holger Drachmann                                                                 | Arne Lydén                                       | Malmö stadsteater                |
| 1946 |                             | Sankta Johanna (Saint Joan) George Bernard Shaw                                                                   | Sandro Malmquist                                 | Malmö stadsteater                |
| 1946 |                             | Brudgum mot sin vilja (Le Mariage forcé) Molière                                                                  | Sandro Malmquist                                 | Malmö stadsteater                |
| 1946 |                             | Slutna dörrar (Huis clos) Jean-Paul Sartre                                                                        | John Price                                       | Malmö stadsteater                |
| 1946 |                             | Blodsbröllop (Bodas de Sangre) Federico Garcia Lorca                                                              | Sam Besekow                                      | Malmö stadsteater                |
| 1946 |                             | Tolvskillingsoperan (Die Dreigroschenoper) Kurt Weill och Bertolt Brecht                                          | Sandro Malmquist                                 | Malmö stadsteater                |
| 1946 |                             | Så tuktas en argbigga (The Taming of the Shrew) William Shakespeare                                               | Sandro Malmquist                                 | Malmö stadsteater                |
| 1946 |                             | Arsenik och gamla spetsar (Arsenic and Old Lace) Joseph Kesselring                                                | Arne Lydén                                       | Malmö stadsteater                |
| 1947 |                             | Mot gryningen (Winterset) Maxwell Anderson                                                                        | Sandro Malmquist                                 | Malmö stadsteater                |
| 1947 |                             | Ett drömspel August Strindberg                                                                                    | Olof Molander                                    | Malmö stadsteater                |
| 1947 |                             | Sex i elden (Out of the Frying Pan) Francis Swann                                                                 | Arne Lydén Sandro Malmquist                      | Malmö stadsteater                |
| 1947 | Konsul Richard Abrahamson   | Melodi på lergök Lars-Levi Læstadius                                                                              | Lars-Levi Læstadius                              | Helsingborgs stadsteater         |
| 1947 | Nat Miller                  | Ljuva ungdomstid (Ah, Wilderness) Eugene O’Neill                                                                  | Sture Ericson                                    | Helsingborgs stadsteater         |
| 1947 | Nicolas                     | Höst Bengt Blomgren                                                                                               | Lars-Levi Læstadius                              | Helsingborgs stadsteater         |
| 1947 | Medverkande                 | Fängslande men flyktigt, revy                                                                                     | Gunnar Ekström Sture Ericson Lars-Levi Læstadius | Helsingborgs stadsteater         |
| 1948 | Baronen                     | Jeppe på berget (Jeppe paa Bierget) Ludvig Holberg                                                                | Lars-Levi Læstadius                              | Helsingborgs stadsteater         |
| 1948 | Ed Devery                   | Född i går (Born Yesterday) Garson Kanin                                                                          | Gunnar Ekström                                   | Helsingborgs stadsteater         |
| 1948 | Ammos Ljapkin-Tjapkin       | Revisorn (Ревизор, Revizor) Nikolaj Gogol                                                                         | Lars-Levi Læstadius                              | Helsingborgs stadsteater         |
| 1948 | Prinsen                     | All världens rikedom (Tous les biens de ce monde) Jean-Paul Sartre                                                | Lars-Levi Læstadius                              | Helsingborgs stadsteater         |
| 1948 | Jan Karlberg                | Kamma noll Ingmar Bergman                                                                                         | Lars-Levi Læstadius                              | Helsingborgs stadsteater         |
| 1948 | Medverkande                 | Titt in på Tittut, revy Rune Moberg och Tylle Herlin                                                              | Lars-Levi Læstadius                              | Helsingborgs stadsteater         |
| 1949 | Orgon                       | Tartuffe (Tartuffe, ou l'Imposteur) Molière                                                                       | Lars-Levi Læstadius                              | Helsingborgs stadsteater         |
| 1949 | En främmande man            | Längtans spårvagn (A Streetcar Named Desire) Tennessee Williams                                                   | Lars-Levi Læstadius                              | Helsingborgs stadsteater         |
| 1949 | Bill Rogers                 | Diana går på jakt (French Without Tears) Terence Rattigan                                                         | Gunnar Ekström                                   | Helsingborgs stadsteater         |
| 1949 | Ian Letzaresko, pianist     | Edwards barn (Les enfants d'Édouard) Marc-Gilbert Sauvajon, Frederick J. Jackson och Roland Bottomley             | Stig Roland                                      | Norrköping-Linköping stadsteater |
| 1949 |                             | Cæsar och Cleopatra (Caesar and Cleopatra) George Bernard Shaw                                                    | Johan Falck                                      | Norrköping-Linköping stadsteater |
| 1949 |                             | En handelsresandes död (Death of a Salesman) Arthur Miller                                                        | Johan Falck                                      | Norrköping-Linköping stadsteater |
| 1949 |                             | Alltsedan paradiset (Ever since paradise) J.B. Priestley                                                          | Per Gerhard                                      | Norrköping-Linköping stadsteater |
| 1950 |                             | En vildfågel (La Sauvage) Jean Anouilh                                                                            | Johan Falck                                      | Norrköping-Linköping stadsteater |
| 1950 | Charles Craddock            | Tjuvarnas paradis (Oh, brother) Jacques Deval                                                                     | Johan Falck                                      | Norrköping-Linköping stadsteater |
| 1950 |                             | Edward, min son (Edward, My Son) Robert Morley och Noel Langley                                                   | Gösta Folke                                      | Riksteatern                      |
| 1950 |                             | Hans nåds testamente Hjalmar Bergman                                                                              | Johan Falck                                      | Norrköping-Linköping stadsteater |
| 1950 |                             | Den långa kniven (The big knife) Clifford Odets                                                                   | Karin Kavli                                      | Norrköping-Linköping stadsteater |
| 1950 | Claudius                    | Hamlet William Shakespeare                                                                                        | Johan Falck                                      | Norrköping-Linköping stadsteater |
| 1950 |                             | Drömflickan (Dream Girl) Elmer Rice                                                                               | Per Gerhard                                      | Norrköping-Linköping stadsteater |
| 1951 | Döden                       | Blodsbröllop (Bodas de Sangre) Federico García Lorca                                                              | Johan Falck                                      | Norrköping-Linköping stadsteater |
| 1951 |                             | Å, en sån dag (Call It a Day) Dodie Smith                                                                         | Gerda Wrede                                      | Norrköping-Linköping stadsteater |
| 1951 |                             | Rött månsken (Ninotchka) Melchior Lengyel och Marc-Gilbert Sauvajon                                               | Johan Falck                                      | Norrköping-Linköping stadsteater |
| 1951 | Georges Jacques Danton      | Robespierre Rudolf Värnlund                                                                                       | Johan Falck                                      | Norrköping-Linköping stadsteater |
| 1951 |                             | Familjens ära (Les Trois Messieurs de Bois-Guillaume) Louis Verneuil                                              | Thore Wallengren                                 | Norrköping-Linköping stadsteater |
| 1951 |                             | Premiär nästa måndag (On Monday next) Philip King                                                                 | Gunnar Skoglund                                  | Norrköping-Linköping stadsteater |
| 1952 | Rolf Swedenhielm junior     | Swedenhielms Hjalmar Bergman                                                                                      | Johan Falck                                      | Norrköping-Linköping stadsteater |
| 1952 | Sir Henry Angkatell         | Laddat möte (The Hollow) Agatha Christie                                                                          | Sture Ericson                                    | Norrköping-Linköping stadsteater |
| 1952 | Lord Frobisher              | Jane W. Somerset Maugham                                                                                          | Keve Hjelm                                       | Norrköping-Linköping stadsteater |
| 1952 | Romainville, mecenat        | Dans under stjärnorna (L'Invitation au château) Jean Anouilh                                                      | Johan Falck                                      | Norrköping-Linköping stadsteater |
| 1952 | Henry Vining                | När skymningen föll (The Day’s Mischief) Lesley Storm                                                             | Keve Hjelm                                       | Norrköping-Linköping stadsteater |
| 1952 | Sir John                    | Lorden från gränden (Me and My Girl) L Arthur Rose och Noel Gay                                                   | Nils Poppe                                       | Norrköping-Linköping stadsteater |
| 1953 | Dovregubben                 | Peer Gynt Henrik Ibsen                                                                                            | Johan Falck                                      | Norrköping-Linköping stadsteater |
| 1953 | Sid Davis                   | Ljuva ungdomstid (Ah, Wilderness) Eugene O’Neill                                                                  | Rune Carlsten                                    | Norrköping-Linköping stadsteater |
| 1953 |                             | Skattkammarön (Treasure Island) Robert Louis Stevenson                                                            | Sture Ericson                                    | Norrköping-Linköping stadsteater |
| 1953 | Tiger-Brown                 | Tolvskillingsoperan (Die Dreigroschenoper) Bertolt Brecht och Kurt Weill                                          | John Zacharias                                   | Norrköping-Linköping stadsteater |
| 1953 | Elyot Chase                 | Jag älskar dig, markatta! (Private Lives) Noël Coward                                                             | John Zacharias                                   | Norrköping-Linköping stadsteater |
| 1953 | Juste Trochard              | Trasiga änglar (La Cuisine des Anges) Albert Husson                                                               | Olof Thunberg                                    | Norrköping-Linköping stadsteater |
| 1954 | Kaptenlöjtnant Redmond      | Måsar över Sorrento (Seagulls Over Sorrento) Hugh Hastings                                                        | John Zacharias                                   | Norrköping-Linköping stadsteater |
| 1954 | William Collyer             | Älskande kvinna (The Deep Blue Sea) Terence Rattigan                                                              | John Zacharias                                   | Norrköping-Linköping stadsteater |
| 1954 | Jeronimus                   | Henrik och Pernille (Henrik og Pernille) Ludvig Holberg                                                           | Ingrid Luterkort                                 | Norrköping-Linköping stadsteater |
| 1954 | Dupont-Dufort d.ä.          | Tjuvarnas bal (Le Bal des voleurs) Jean Anouilh                                                                   | John Zacharias                                   | Norrköping-Linköping stadsteater |
| 1954 | Kapten McLean               | Thehuset Augustimånen (The Teahouse of the August Moon) John Patrick                                              | Olof Thunberg                                    | Norrköping-Linköping stadsteater |
| 1955 | Frank Gibbs                 | Vår lilla stad (Our Town) Thornton Wilder                                                                         | Ingrid Luterkort                                 | Norrköping-Linköping stadsteater |
| 1955 | Baptista Minola             | Så tuktas en argbigga (The Taming of the Shrew) William Shakespeare                                               | John Zacharias                                   | Norrköping-Linköping stadsteater |
| 1955 | Byron Winkler               | Hustruleken (Affairs of State) Louis Verneuil                                                                     | John Zacharias                                   | Norrköping-Linköping stadsteater |
| 1955 | Kristian                    | Frisöndag (Frisøndag) Leck Fischer                                                                                | Ingrid Luterkort                                 | Norrköping-Linköping stadsteater |
| 1955 | Horace Vandergelder         | Äktenskapsmäklerskan (The Matchmaker) Thornton Wilder                                                             | Olof Thunberg                                    | Norrköping-Linköping stadsteater |
| 1955 | Leonid Gajev                | Körsbärsträdgården (Вишнёвый сад, Visjnjovyj sad) Anton Tjechov                                                   | John Zacharias                                   | Norrköping-Linköping stadsteater |
| 1956 | Dr Fifield                  | Åh, en så’n Pappa! (The Remarkable Mr. Pennypacker) Liam O’Brien                                                  | Olof Thunberg                                    | Norrköping-Linköping stadsteater |
| 1956 | Konsul Richard Abrahamson   | Melodi på lergök Lars-Levi Læstadius                                                                              | John Zacharias                                   | Norrköping-Linköping stadsteater |
| 1956 | Otto Frank                  | Anne Franks dagbok (The Diary of Anne Frank) Frances Goodrich och Albert Hackett                                  | John Zacharias                                   | Norrköping-Linköping stadsteater |
| 1956 | Kejsaren                    | Vita hästen (Im weißen Rößl) Hans Müller och Ralph Benatzky                                                       | John Zacharias                                   | Norrköping-Linköping stadsteater |
| 1957 | Olaus Petri                 | Gustav Vasa August Strindberg                                                                                     | John Zacharias                                   | Norrköping-Linköping stadsteater |
| 1957 | Quintus Fabius Maximus      | Vägen till Rom (The Road to Rome) Robert E. Sherwood                                                              | Kurt-Olof Sundström                              | Norrköping-Linköping stadsteater |
| 1957 | Sir Ronald                  | Dårskapens timme (L'ora della fantasia) Anna Bonacci                                                              | Åke Engfeldt                                     | Helsingborgs stadsteater         |
| 1957 | Dr. Bushtact                | Ut med narren! (Take the Fool away) J.B. Priestley                                                                | Johan Falck                                      | Helsingborgs stadsteater         |
| 1957 | Barney                      | Sjuttonde dockans sommar (Summer of the Seventeenth Doll) Ray Lawler                                              | Johan Falck                                      | Helsingborgs stadsteater         |
| 1957 | Presidenten                 | Nationalmonumentet Tor Hedberg                                                                                    | Rolf Carlsten                                    | Helsingborgs stadsteater         |
| 1958 | Stogumber                   | Sankta Johanna (Saint Joan) George Bernard Shaw                                                                   | Johan Falck                                      | Helsingborgs stadsteater         |
| 1958 | Major Pollock               | Vid skilda bord (Separate tables) Terence Rattigan                                                                | Åke Engfeldt                                     | Helsingborgs stadsteater         |
| 1958 | Bazile                      | Figaros bröllop eller Den uppochnervända dagen (La Folle Journée, ou Le Mariage de Figaro) Pierre de Beaumarchais | Johan Falck                                      | Helsingborgs stadsteater         |
| 1958 | Jimmy Broadbent             | Vad vet mamma om kärlek (The Reluctant Debutante) William Douglas-Home                                            | Åke Engfeldt                                     | Helsingborgs stadsteater         |
| 1958 | Tiger-Brown                 | Tolvskillingsoperan (Die Dreigroschenoper) Bertolt Brecht och Kurt Weill                                          | Johan Falck                                      | Helsingborgs stadsteater         |
| 1958 | Gabriel                     | Farväl till kärleken Herbert Grevenius                                                                            | Johan Falck                                      | Helsingborgs stadsteater         |
| 1958 |                             | Ägget (L'Œuf) Félicien Marceau                                                                                    | Lennart Olsson                                   | Helsingborgs stadsteater         |
| 1959 | Baptista Minola             | Så tuktas en argbigga (The Taming of the Shrew) William Shakespeare                                               | Johan Falck Edvin Adolphson                      | Helsingborgs stadsteater         |
| 1959 | Vladim Romanoff             | Romanoff och Julia (Romanoff and Juliet) Peter Ustinov                                                            | Lennart Olsson                                   | Helsingborgs stadsteater         |
| 1959 | Juryman 4                   | Tolv edsvurna män (12 Angry Men) Reginald Rose                                                                    | Johan Falck                                      | Helsingborgs stadsteater         |
| 1959 | Rådman                      | Fridas visor eller Oscars fyra bekymmer eller En vecka i Lilla Paris Gösta Sjöberg                                | Frank Sundström                                  | Helsingborgs stadsteater         |
| 1959 | Kyrkoherden                 | Generalen på skolbänken (L'Hurluberlu ou Le Reactionnaire amoureux) Jean Anouilh                                  | Palle Granditsky                                 | Helsingborgs stadsteater         |
| 1959 | Alfieri                     | Utsikt från en bro (A View From The Bridge) Arthur Miller                                                         | Frank Sundström                                  | Helsingborgs stadsteater         |
| 1959 | Hertigen                    | Som ni behagar (As you Like it) William Shakespeare                                                               | Frank Sundström                                  | Helsingborgs stadsteater         |
| 1960 | Teaterdirektören            | Lilla helgonet (Mam'zelle Nitouche) Hervé, Henri Meilhac och Albert Millaud                                       | Frank Sundström                                  | Helsingborgs stadsteater         |
| 1960 | Otto Frank                  | Anne Franks dagbok (The Diary of Anne Frank) Frances Goodrich och Albert Hackett                                  | Frank Sundström                                  | Helsingborgs stadsteater         |
| 1961 | Klodvig Carlier             | Vårmodellen (Blaise) Claude Magnier                                                                               | Herman Ahlsell                                   | Göteborgs stadsteater            |
| 1969 |                             | Å, vilken härlig fred! Hans Alfredson och Tage Danielsson                                                         | Kaj Ahnhem                                       | Helsingborgs stadsteater         |
| 1969 | Johnsson                    | Hans nåds testamente Hjalmar Bergman                                                                              | Runar Schauman Kaj Ahnhem                        | Helsingborgs stadsteater         |
| 1970 | Lucky                       | I väntan på Godot (En attendant Godot) Samuel Beckett                                                             | Lars-Levi Læstadius                              | Helsingborgs stadsteater         |
| 1970 | Jonathan Brewster           | Arsenik och gamla spetsar (Arsenic and Old Lace) Joseph Kesselring                                                | Martin Söderhjelm                                | Helsingborgs stadsteater         |
| 1970 | Häradshövdingen             | Herr Puntila och hans dräng Matti (Herr Puntila und sein Knecht Matti) Bertolt Brecht                             | Lars-Levi Læstadius                              | Helsingborgs stadsteater         |
| 1971 | Ior                         | Nalle Puh och hans vänner (Winnie-the-Pooh) A.A. Milne                                                            | Lars-Levi Læstadius                              | Helsingborgs stadsteater         |
| 1971 | Harry                       | Räddad (Saved) Edward Bond                                                                                        | Kaj Ahnhem                                       | Helsingborgs stadsteater         |
| 1971 | Stepan Stepanovitj Tjubykov | Ett frieri (Предложение, Predloženie) Anton Tjechov                                                               | Lars-Levi Læstadius                              | Helsingborgs stadsteater         |
| 1971 | Orsino                      | Trettondagsafton (Twelfth Night, or What You Will) William Shakespeare                                            | Lars-Levi Læstadius                              | Helsingborgs stadsteater         |
| 1971 | Charles                     | Tillståndet Kent Andersson och Bengt Bratt                                                                        | Stellan Olsson                                   | Helsingborgs stadsteater         |
| 1971 | Charlie                     | Vid läglig lägenhet (Vacant Possession) Maisie Mosco                                                              | Martin Söderhjelm                                | Helsingborgs stadsteater         |
| 1972 | Grosshandlare Werle         | Vildanden Henrik Ibsen                                                                                            | Lars-Levi Læstadius                              | Helsingborgs stadsteater         |
| 1972 | Översten Statssekreteraren  | Skymningsbaren (Twilight Bar) Arthur Koestler                                                                     | Stellan Olsson                                   | Helsingborgs stadsteater         |
| 1972 | Pinchard                    | Fruar på vift (Le dindon) Georges Feydeau                                                                         | Lars-Levi Læstadius                              | Helsingborgs stadsteater         |
| 1972 | Petey                       | Födelsedagskalaset (The birthday party) Harold Pinter                                                             | Stellan Olsson                                   | Helsingborgs stadsteater         |
| 1973 | Chrysalde                   | Äktenskapsskolan (L'école des femmes) Molière                                                                     | Lars-Levi Læstadius John Price                   | Helsingborgs stadsteater         |
| 1973 | Candy                       | Möss och människor (Of Mice and Men) John Steinbeck                                                               | Stellan Olsson                                   | Helsingborgs stadsteater         |
| 1973 | Joe Proteus                 | Karusellen (The Apple Cart) George Bernard Shaw                                                                   | Claes Sylwander                                  | Helsingborgs stadsteater         |
| 1973 | Outechova                   | Dr Burkes egendomliga eftermiddag (Podivné odpoledne dr. Zvonka Burkeho) Ladislav Smoček                          | Claes Thelander                                  | Helsingborgs stadsteater         |
| 1973 | Jan Hansson                 | Värmlänningarna Fredrik August Dahlgren och Andreas Randel                                                        | Claes Sylwander                                  | Helsingborgs stadsteater         |
| 1974 | Crotchet                    | Arvet från Ballygombeen (The Ballygombeen bequest) John Arden och Margaretta D'Arcy                               | Claes Thelander                                  | Helsingborgs stadsteater         |
| 1974 | Monsieur Cochet             | Kaktusblomman (Fleur de cactus) Pierre Barillet och Jean-Pierre Grédy                                             | Claes Sylwander                                  | Helsingborgs stadsteater         |
| 1974 | Max                         | Anatol Arthur Schnitzler                                                                                          | Mimi Pollak                                      | Helsingborgs stadsteater         |
| 1975 | Professorn                  | Sjung vackert om kärlek Gottfried Grafström                                                                       | Claes Thelander                                  | Helsingborgs stadsteater         |
| 1975 | Charley                     | En handelsresandes död (Death of a Salesman) Arthur Miller                                                        | Claes Sylwander                                  | Helsingborgs stadsteater         |
| 1975 | Nilsson                     | Turarna, en färjepjäs Stellan Olsson och Jan Olsheden                                                             | Stellan Olsson                                   | Helsingborgs stadsteater         |
| 1975 | Diktaren                    | Ett drömspel August Strindberg                                                                                    | Lars Svenson                                     | Helsingborgs stadsteater         |
| 1975 | Ollas Henrik                | Hemma igen Runar Schildt                                                                                          | Hans Polster                                     | Helsingborgs stadsteater         |
| 1976 |                             | Peer Gynt Henrik Ibsen                                                                                            | Claes Sylwander                                  | Helsingborgs stadsteater         |
| 1976 | Magni                       | Marknadsafton Vilhelm Moberg                                                                                      | Claes Thelander                                  | Helsingborgs stadsteater         |
| 1977 |                             | Spanska flugan (Die spanische Fliege) Franz Arnold och Ernst Bach                                                 | Olle Johansson                                   | Helsingborgs stadsteater         |
| 1977 | Biskop Brask                | Mäster Olof August Strindberg                                                                                     | Lars Svenson                                     | Helsingborgs stadsteater         |
| 1977 | Elmgren                     | Chez nous Anders Ehnmark och Per Olov Enquist                                                                     | Hans Polster                                     | Helsingborgs stadsteater         |
| 1977 | Smith                       | Tolvskillingsoperan (Die Dreigroschenoper) Bertolt Brecht och Kurt Weill                                          | Hans Polster                                     | Helsingborgs stadsteater         |
| 1978 | Ferapont                    | Tre systrar (Три сeстры, Tri sestry) Anton Tjechov                                                                | Hans Polster                                     | Helsingborgs stadsteater         |
| 1978 |                             | Åh, vilket härligt krig! (Oh, What a Lovely War!) Charles Chiltom och Joan Littlewood                             | Jan Lewin                                        | Helsingborgs stadsteater         |
| 1978 | Raimondo Czibor             | Caviar och spagetti (Caviale e lenticchie) Giulio Scarnicci och Renzo Tarabusi                                    | Egon Larsson                                     | Helsingborgs stadsteater         |
| 1980 | Jethro Crouch               | Rävspel (Sly Fox) Larry Gelbart                                                                                   | Per Möller-Nielsen                               | Helsingborgs stadsteater         |
| 1980 | Piper                       | Wärdshuset Haren och Vråken Lars Forssell                                                                         | Hans Polster                                     | Helsingborgs stadsteater         |
| 1981 | Doktor Finache              | Leva loppan (La puce à l'oreille) Georges Feydeau                                                                 | Henning Moritzen                                 | Helsingborgs stadsteater         |
| 1981 | Talbot                      | Maria Stuart Friedrich Schiller                                                                                   | Lars Svenson                                     | Helsingborgs stadsteater         |
| 1983 | Anselme                     | Den girige (L'Avare ou l'École du mensonge) Molière                                                               | Hans Polster                                     | Helsingborgs stadsteater         |
| 1983 | Don Louis                   | Don Juan (Dom Juan ou Le Festin de pierre) Molière                                                                | Hans Polster                                     | Helsingborgs stadsteater         |
| 1985 | Beppo                       | Momo eller kampen om tiden (Momo) Michael Ende                                                                    | Bent Hesselman                                   | Helsingborgs stadsteater         |